# Chandler (cràter)

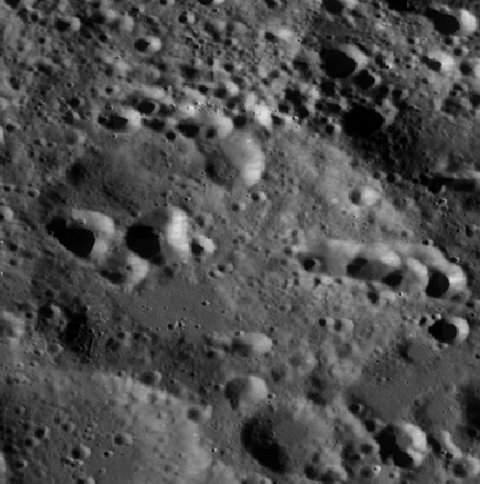
Fotografia de la missió Lunar Reconnaissance Orbiter

Chandler és un cràter d'impacte que es troba en l'hemisferi nord de la cara oculta de la Lluna. Es troba al sud-est de la gran plana emmurallada del cràter D'Alembert, i la sud-est del cràter Chernyshev, una mica més petit.

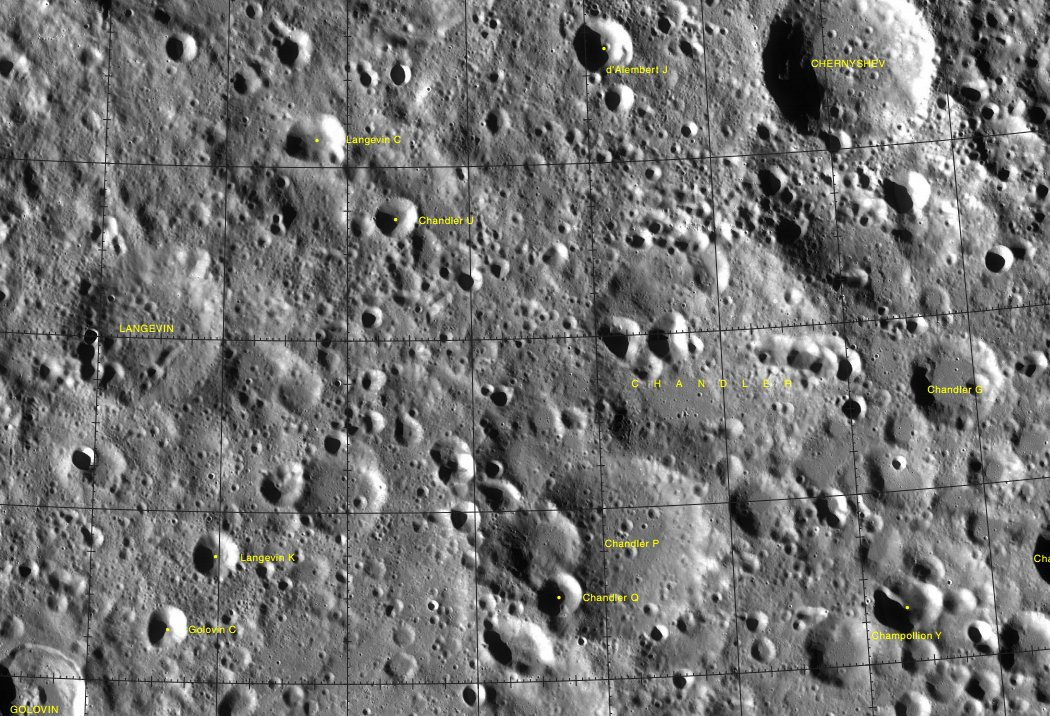
Localització de Chandler, al centre i una mica a la dreta.Fotografia de la missió Lunar Reconnaissance Orbiter

Es tracta d'un cràter molt desgastat i erosionat que ara és essencialment una àmplia depressió en una zona irregular i accidentada de la superfície lunar. Units a la vora exterior sud-sud-oest apareix Chandler P. Múltiples cràters una mica més petits però igualment desgastats se situen al llarg de la vora i la paret interna de Chandler, però la part nord del brocal ha estat pràcticament destruïda per un conjunt de petits impactes. També es localitza una cadena d'impactes que aparenta passar a través del punt central del cràter, amb un doble impacte en la meitat occidental i una cadena de tres impactes més en la meitat oriental. La resta de la planta és una mica irregular, amb diversos petits cràters i un parell de petits impactes prop de la ribera sud.

## Cràters satèl·lit
Per convenció aquests elements són identificats en els mapes lunars posant la lletra en el costat del punt central del cràter que està més prop de Chandler.
|          | \| Chandler \| Coordenades \| Diàmetre \| \| -------- \| -------------------------------------- \| -------- \| \| G \| 43° 18′ N, 175° 48′ E / 43.3°N,175.8°E \| 33 km \| \| P \| 41° 42′ N, 170° 18′ E / 41.7°N,170.3°E \| 67 km \| \| Q \| 41° 12′ N, 169° 12′ E / 41.2°N,169.2°E \| 16 km \| \| U \| 45° 30′ N, 166° 42′ E / 45.5°N,166.7°E \| 14 km \| |          |
| Chandler | Coordenades | Diàmetre |
| G        | 43° 18′ N, 175° 48′ E / 43.3°N,175.8°E | 33 km    |
| P        | 41° 42′ N, 170° 18′ E / 41.7°N,170.3°E | 67 km    |
| Q        | 41° 12′ N, 169° 12′ E / 41.2°N,169.2°E | 16 km    |
| U        | 45° 30′ N, 166° 42′ E / 45.5°N,166.7°E | 14 km    |